# Chrysorithrum flavomaculata
Chrysorithrum flavomaculata là một loài bướm đêm trong họ Erebidae.
Khu vực phân bố của Chrysorithrum flavomaculata kéo dài từ Nam Urals qua Châu Á và khu vực Ussuri và Amur đến Nhật Bản. Loài này phân bố trong rừng hỗn hợp và vùng đất ngập nước.